# Piñel de Arriba
Piñel de Arriba ist ein nordspanisches Dorf und eine Gemeinde (municipio) mit 88 Einwohnern (Stand: 2024) in der Provinz Valladolid in der autonomen Region Kastilien-León. 

## Lage
Piñel de Arriba liegt in der kastilischen Hochebene in einer Höhe von etwa 840 m. Die Provinzhauptstadt Valladolid befindet sich gut 45 Kilometer (Fahrtstrecke) westsüdwestlich. Das Klima im Winter ist durchaus kalt, im Sommer dagegen warm bis heiß; die spärlichen Regenfälle (ca. 539 mm/Jahr) fallen verteilt übers ganze Jahr.

## Bevölkerungsentwicklung
| Jahr      | 1970 | 1981 | 1991 | 2001 | 2011 | 2021 |
| Einwohner | 543  | 312  | 189  | 148  | 127  | 92   |

## Sehenswürdigkeiten
- Johanniskirche (Iglesia de San Juan Ante Portam Latinam)
- Christuskapelle

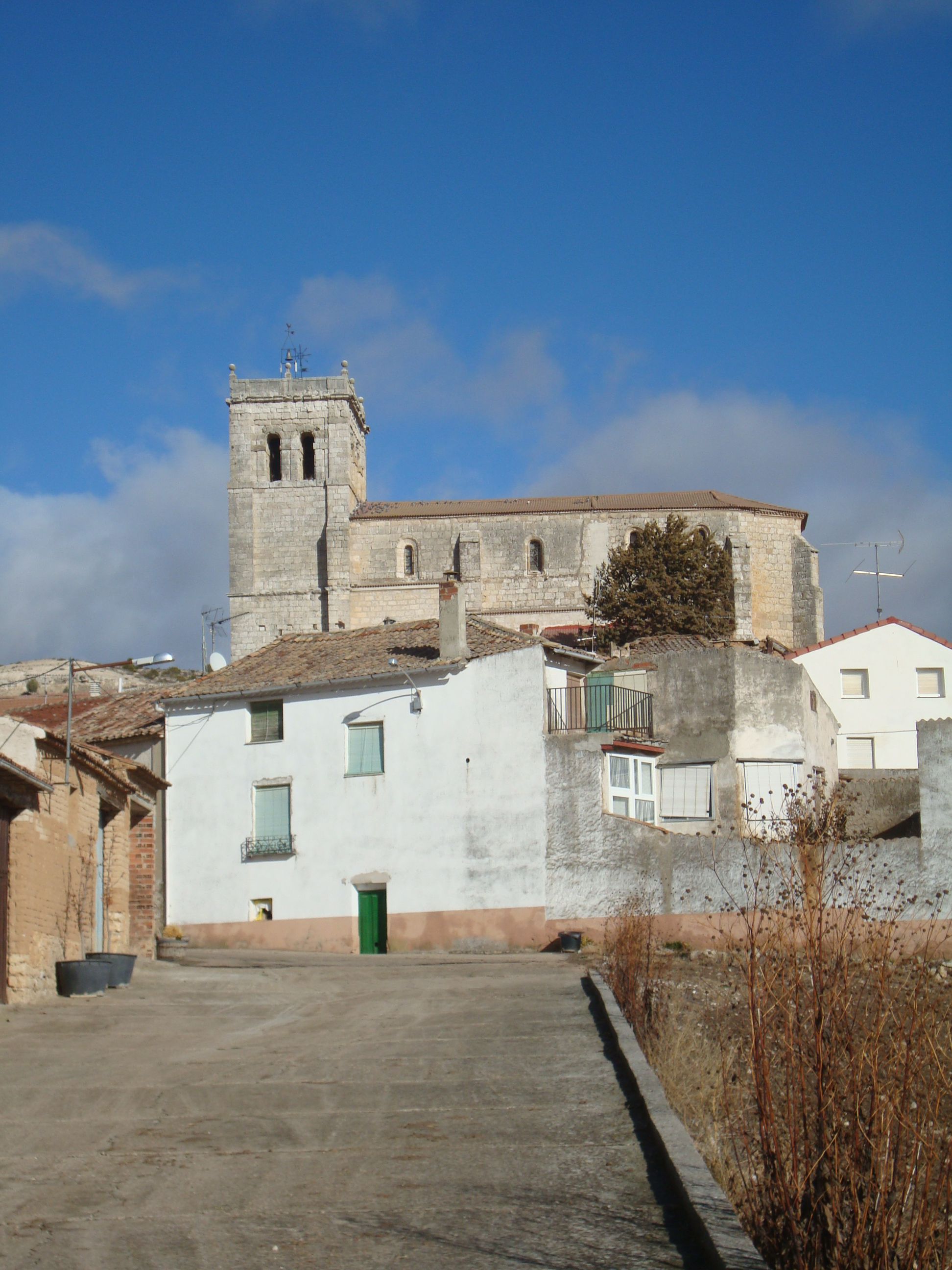
Johanniskirche
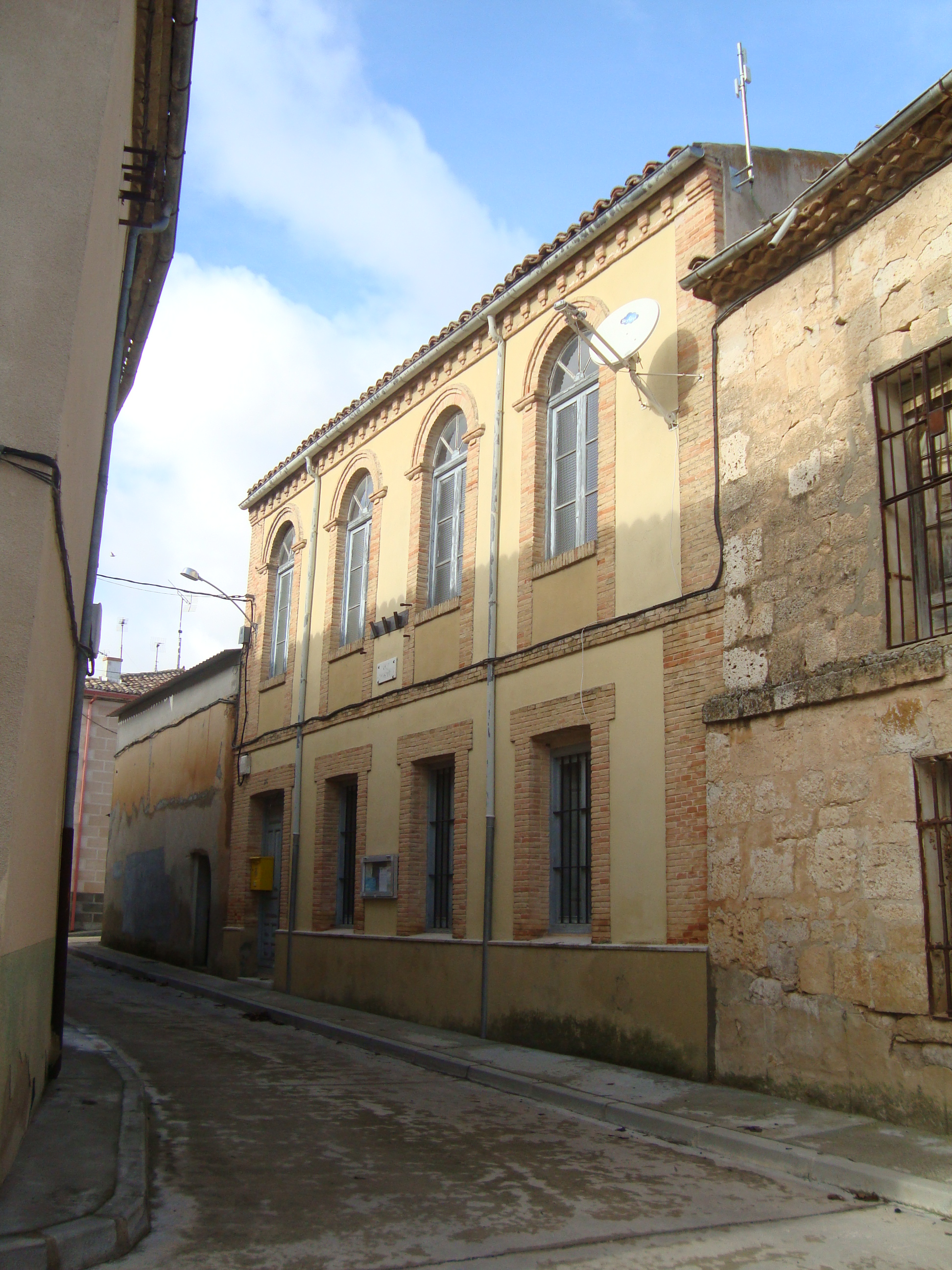
Rathaus